# Polyscias stonei
Polyscias stonei är en araliaväxtart som först beskrevs av A.-l.Lim, och fick sitt nu gällande namn av Porter Prescott Lowry och G.M.Plunkett. Polyscias stonei ingår i släktet Polyscias och familjen araliaväxter. Inga underarter finns listade.